# 4-я горнострелковая дивизия (Италия)
4-я горнострелковая дивизия «Ливорно» (итал. 4ª Divisione fanteria da montanga "Livorno") — соединение горных стрелков Королевской итальянской армии, существовавшее с 1939 года по 1943 год и участвовавшее в годы Второй мировой войны в боях на французском фронте и за Сицилию. Де-факто была разгромлена на Сицилии в июле 1943 года.

## История
Предшественником дивизии является бригада «Ливорно», существовавшая с 1860 года по 1871 год. Дивизия была создана 5 апреля 1939 года, в войну вступила 10 июня 1940 года против Франции, ведя бои на западной границе. В 1942 году начала готовиться к возможной высадке на Мальту. После оккупации Мальты британцами начала готовиться к переброске в Тунис, но после успехов британско-американских войск была переброшена на Сицилию для помощи 6-й армии. В результате битвы при Джеле дивизия была почти полностью уничтожена: из 13 тысяч только 4 тысячи сумело выжить и бежать через Мессинский пролив в Кунео. 8 сентября 1943 де-юре прекратила существование.

## Состав
- 33-й пехотный полк «Ливорно»
- 34-й пехотный полк «Ливорно»
- 28-й артиллерийский полк «Монвизо»
- 95-й легион чернорубашечников
- 4-я группа мотоциклистов
- 4-й батальон 81-мм миномётов
- 4-й батальон самоходной противотанковой артиллерии
- 4-й инженерный батальон
  - 20-я рота строителей
  - 4-я рота телеграфистов и радистов
  - 7-я рота химической защиты
  - 4-я рота подготовки радистов
  - 15-я рота фотосъёмки
  - 11-й батальон сапёров
- 12-е санитарное отделение
  - 13-е хирургическое отделение
- 68-е санитарное отделение
  - 20-й полевой госпиталь
  - 22-й полевой госпиталь
  - 63-й полевой госпиталь
  - 122-й полевой госпиталь
- 8-й вспомогательный отряд
- 4-й автомобильный отряд
- 56-й отряд военных поваров
- 10-й отряд карабинеров
- 11-й отряд карабинеров